# Nicaraguan Campaign Medal
La Nicaraguan Campaign Medal (en français: Médaille de campagne du Nicaragua) est une médaille de campagne de la marine américaine (US Navy) qui a été autorisée par un décret présidentiel de Woodrow Wilson le 22 septembre 1913. Une médaille ultérieure, la Second Nicaraguan Campaign Medal (deuxième médaille de la campagne du Nicaragua), a été autorisée par une loi du Congrès des États-Unis le 8 novembre 1929. Les deux médailles ont été considérées comme deux récompenses distinctes, la médaille originale étant communément appelée FFirst Nicaraguan Campaign Medal" (Première médaille de la campagne du Nicaragua).

## Historique
La première médaille de la campagne du Nicaragua a été créée pour récompenser le personnel de la marine américaine et les marines américains qui ont participé à des actions amphibies au Nicaragua entre le 29 juillet et le 14 novembre 1912. Les commandements navals suivants, ainsi que tous les Marines américains embarqués, pouvaient prétendre à la première médaille de la campagne du Nicaragua :
- USS Annapolis (canonnière)
- USS California (croiseur blindé)
- USS Cleveland (croiseur protégé)
- USS Colorado (croiseur blindé)
- USS Denver (croiseur protégé)
- USS Glacier (navire de ravitaillement)
- USS Maryland (croiseur blindé)
- USS Tacoma (croiseur protégé)

La médaille de la première campagne du Nicaragua représentait un volcan émergeant d'un lac, avec les mots “Nicaraguan Campaign” (Campagne du Nicaragua) et la date de 1912 sur les bords de la médaille. La médaille elle-même était suspendue à un ruban rouge comportant deux épaisses bandes bleues. Au revers de chaque médaille figurait un écusson de la marine ou du corps des marines, en fonction de la branche de service du récipiendaire.
La Première médaille de la campagne du Nicaragua était une décoration unique et aucun dispositif ou accessoire n'était autorisé.